# 意尔康
意尔康股份有限公司（Yearcon）是中華人民共和國浙江省丽水市青田县僑鄉經濟開發區的一家鞋類企業，创始于1992年。創始人為單志敏。2004年，意尔康被評為中國馳名商標。旗下產品有意爾康休閒運動鞋。

## 外部連結
- 官方网站